# Welterbe in Afghanistan

Zum Welterbe in Afghanistan gehören zwei UNESCO-Welterbestätten, beides Stätten des Weltkulturerbes. Afghanistan hat die Welterbekonvention 1979 ratifiziert, die erste Welterbestätte wurde 2002 in die Welterbeliste aufgenommen. Die bislang letzte Welterbestätte wurde 2003 eingetragen, beide Stätten stehen auf der Liste des gefährdeten Welterbes.

## Welterbestätten
Die folgende Tabelle listet die UNESCO-Welterbestätten in Afghanistan in chronologischer Reihenfolge nach dem Jahr ihrer Aufnahme in die Welterbeliste (K – Kulturerbe, N – Naturerbe, K/N – gemischt, (G) – auf der Liste des gefährdeten Welterbes).
| Bild                                                                   | Bezeichnung                                                         | Jahr | Typ   | Ref. | Beschreibung |
| ---------------------------------------------------------------------- | ------------------------------------------------------------------- | ---- | ----- | ---- | --- |
| Das Minarett von Dschām (weitere Bilder)                               | Minarett und archäologische Relikte von Dschām (Lage)               | 2002 | K (G) | 211  | Das Minarett von Dschām ist eines der kunsthistorisch herausragendsten Bauwerke des Islamismus in Zentralasien; zweithöchstes Backstein-Minarett der Welt. Erfüllte Kriterien für Kulturerbe: ii, iii, iv Offiziell: Minaret and Archaeological Remains of Jam / Minaret et vestiges archéologiques de Djam |
| Die größere Buddha-Statue vor und nach der Zerstörung (weitere Bilder) | Kulturlandschaft und archäologische Relikte des Bamyian-Tals (Lage) | 2003 | K (G) | 208  | Viele kulturelle Stätten sowohl aus dem buddhistisch als auch aus dem islamisch geprägten Zeitalter. Dazu gehören auch die 53 m und 35 m hohen Buddha-Statuen von Bamiyan, die im 6. Jahrhundert aus rotem Sandstein gemeißelt und 2001 von den Taliban zerstört wurden. Erfüllte Kriterien für Kulturerbe: i, ii, iii, iv, vi Offiziell: Cultural Landscape and Archaeological Remains of the Bamiyan Valley / Paysage culturel et vestiges archéologiques de la vallée de Bamiyan |

## Tentativliste
In der Tentativliste sind die Stätten eingetragen, die für eine Nominierung zur Aufnahme in die Welterbeliste vorgesehen sind. 

### Aktuelle Welterbekandidaten
Mit Stand 2018 sind vier Stätten in der Tentativliste von Afghanistan eingetragen, die letzte Eintragung erfolgte 2009. Die folgende Tabelle listet die Stätten in chronologischer Reihenfolge nach dem Jahr ihrer Aufnahme in die Tentativliste.
| Bild                                       | Bezeichnung                         | Jahr | Typ | Ref. | Beschreibung                                                          |
| ------------------------------------------ | ----------------------------------- | ---- | --- | ---- | --------------------------------------------------------------------- |
| Zitadelle von Herat                        | Stadt Herat (Lage)                  | 2004 | K   | 1927 | viele architektonisch und kulturell herausragende Bauwerke            |
| Schrein von Khwaja Abu Nasr Parsa in Balch | Stadt Balch (antikes Baktra) (Lage) | 2004 | K   | 1928 | hauptsächlich antike Relikte und Ruinen, aber auch erhaltene Bauwerke |
| (weitere Bilder)                           | Band-e-Amir-Seen (Lage)             | 2004 | N   | 1946 | seit 2009 ein Nationalpark                                            |
| (weitere Bilder)                           | Bagh-e Babur (Lage)                 | 2009 | K   | 5469 | Gartenanlage des Babur in Kabul                                       |

### Ehemalige Welterbekandidaten
Diese Stätten standen früher auf der Tentativliste, wurden jedoch wieder zurückgezogen oder von der UNESCO abgelehnt. Stätten, die in anderen Einträgen auf der Tentativliste enthalten oder Bestandteile von Welterbestätten sind, werden hier nicht berücksichtigt.
| Bild                      | Bezeichnung       | Jahr      | Typ | Ref. | Beschreibung                                                                                                |
| ------------------------- | ----------------- | --------- | --- | ---- | --- |
| Lageplan (weitere Bilder) | Ai Khanoum (Lage) | 1983–1983 | K   |      | archäologische Ausgrabungsstätte mit Relikten einer um 145 v. Chr. zerstörten griechisch-baktrischen Stadt. |